# São João Batista do Glória
São João Batista do Glória is een gemeente in de Braziliaanse deelstaat Minas Gerais. De gemeente telt 7.198 inwoners (schatting 2009).
De plaats ligt aan de rivier de Rio Grande.

## Aangrenzende gemeenten
De gemeente grenst aan Alpinópolis, Capitólio, Delfinópolis, Passos en Vargem Bonita.

## Verkeer en vervoer
De plaats ligt aan de wegen BR-146 en BR-464.